# 莫斯科庫爾斯克車站
庫爾斯克站（俄語：Ку́рский вокза́л，羅馬化：Kursky vokzal，1896-1935年被称库尔斯克—下诺夫哥罗德站（俄語：Курско-Нижегородский Вокзал）和莫斯科一号车站（俄語：Москва I — Пассажирская），在本条目中简称为“库站”）是俄羅斯首都莫斯科的一個鐵路總站，位於市中心以東、花园环路外，隶属于莫斯科铁路局，是莫斯科铁路局的一等站，车站启用于1896年。前往下諾夫哥羅德、中央黑土區以及烏克蘭東部的列車在這裡開出。
库站作为莫斯科的一个主要客运站，但是其作业量和发送人次明显达不到设计要求。库站也是莫斯科前往库尔斯克和下诺夫哥罗德方向的起点，也是莫斯科中央直径线2号线的车站。中央直径线在本站并非尽头，该线路作为阿列克谢耶夫卡连接线继续延伸。

## 车站历史
1866年11月17日，由于莫斯科至谢尔普霍夫的铁路开通，库站迎来了第一批旅客。车站的第一座木制单层建筑，建在现在的车站以北约三百米处，位于大尼古拉巷（现在的公路巷）。.
1893-1895年，莫斯科—库尔斯克铁路与莫斯科—下诺夫哥罗德和穆罗姆铁路合并，1894年开始为合并后的铁路建设新火车站。当1896年6月14日新车站它启用时起，早在1861年就启用的下诺夫哥罗德火车站被同时代的人认为与早期的尼古拉耶夫火车站相比过于简陋，被迁建到新建建筑的右侧。从车站建成之直到1935年，两个线路的共同建筑被称为库尔斯克—下诺夫哥罗德车站。新建筑位于花园环前的广场上，由建筑师尼古拉·伊万诺维奇·奥尔洛夫设计（有些资料指出是N.P.奥尔洛夫，他与米哈伊尔·阿拉京一起工作，参与了该建筑的内部装修）。
新的车站建筑是由白色石头制成的，很宽敞。它的主要候车大厅安装了大量的玻璃吊灯，提供了大量的照明。中央部分由两个塔楼强调，主入口由一个双柱门廊标示。一楼有候车厅和行李房，二楼则是办公室。车站后面有三个带有金属雨棚的站台。
在20世纪30年代，库站的重建设想被提上日程，为了招标，先举行了国际评选，然后是全苏联评选。评委包括格里戈里·巴尔金、摩西·金斯伯格、列夫·鲁德涅夫。在竞赛项目中，建筑师伊万·福明提出了一个方案，他建议提高车站下的地坪高度，并在轨道上方用半透明的拱门跨出一个巨大的拱门。然而，出于限制，最终决定方案为对现有建筑进行古典风格的修复，这是由福明的前助手，建筑师格里高利·沃罗什诺夫进行的。
1968-1972年，沃罗什诺夫确认对建筑进行了彻底的重建，参与重建的有年轻的建筑师V·叶夫斯基涅夫、N·潘琴科、M·A·阿尼克斯特、T·巴尔金娜和L·F马拉松诺克，以及工程师L·卡扎金斯基和L·森琴科。根据沃罗什诺夫的描述，新设计的灵感来自罗马的特米尼车站。巴尔金娜指出，库站的设计借鉴了她为索菲亚设计的元素。新建筑有一个200米长的玻璃外墙，内衬铝制玻璃网格，还有一个原始的折叠式屋顶，屋顶上面有一个9米高的天棚。老建筑被有效地包裹进了新建筑，保留了其中央部分的建筑装饰、其中一个候车室的装饰和面向铁轨的外墙。年轻的建筑师们打算在设计中使用未经加工的混凝土，但在莫斯科的首席建筑师M·P·波什欣的命令下，该建筑采用了大理石的外包。最后的设计也没有包括屋顶跨度之间的玻璃带，可以让阳光进入车站，而在车站广场南侧的30层酒店综合体也没有包括在内。然而，新车站成为当时全苏最大的车站。
1970年代，建筑师V·V·列别捷夫设计了一个三层的车站广场，地下层层是停车场，二层是商场。但停车场被认为规模过大，因此放弃了建设。随后，2001年，与莫斯科市长卢日科夫有利益关系的建筑公司Ingeokom在车站广场上建造了一个名叫“中庭”的购物和娱乐中心，挡住了从地球大街看到库站车站大楼的视线。从那时起，库站主体建筑被列入莫斯科濒危不可移动文化遗产的红皮书电子目录，受威胁原因是车站重建时破坏。
从2013年起库站关闭了货运系统，而在俄罗斯的国家车站统一编号也从191602 （页面存档备份，存于）更改为191551 （页面存档备份，存于）。
2019年，库站被纳入2号直径线线，而4号直径线线也开始前期工作。由于需要将4号线直径线组织交通的能力提高一倍，并缩短列车间隔，作为莫斯科铁路系统的望火楼站—库站—尼泽戈罗德站区间全面重建的一部分，库站的改建工作于2020年开始。从下行方向的现有月台开始，在东侧建造两个新的岛式月台，并开始建造一个地下式乘客入口大厅。还计划升级帕萨齐尔站至库站区间的轨道基础设施。计划在2023-2024年完成。

## 接駁地鐵站
- 庫爾斯克站 (阿爾巴特－波克羅夫卡線)（3號線）
- 庫爾斯克站 (莫斯科地鐵環狀線)（5號線）
- 契卡洛夫站 (莫斯科地鐵)（10號線）